# Turniej o Złoty Kask 2010
Turniej o Złoty Kask 2010 (ZK) w sporcie żużlowym – coroczny turniej żużlowy organizowany przez Polski Związek Motorowy.
Turniej o Złoty Kask w sezonie 2010 został rozegrany 16 września 2010 roku w Częstochowie. W turnieju  zwyciężył Janusz Kołodziej przed Adrianem Miedzińskim i Piotrem Protasiewiczem. Był to pierwszy od 2007 roku turniej o Złoty Kask, w którym wystartowało co najmniej szesnastu zawodników.

## Finał
- Częstochowa, 16 września 2010
- Sędzia: Wojciech Grodzki

| Msc. | Zawodnik              | Klub                  | Pkt   |             |  |
| ---- | --------------------- | --------------------- | ----- | ----------- |  |
| 1    | Janusz Kołodziej      | Unia Leszno           | 13    | (1,3,3,3,3) |  |
| 2    | Adrian Miedziński     | KS Toruń              | 12    | (3,2,3,3,1) |  |
| 3    | Piotr Protasiewicz    | Falubaz Zielona Góra  | 11 +3 | (0,2,3,3,3) |  |
| 4    | Damian Baliński       | Unia Leszno           | 11 +2 | (2,3,2,3,1) |  |
| 5    | Krzysztof Kasprzak    | Unia Tarnów           | 10 +3 | (3,0,2,2,3) |  |
| 6    | Sebastian Ułamek      | Unia Tarnów           | 10 +2 | (3,3,0,1,3) |  |
| 7    | Wiesław Jaguś         | KS Toruń              | 10 +w | (2,1,3,2,2) |  |
| 8    | Tomasz Gapiński       | Stal Gorzów Wlkp.     | 9     | (2,2,2,1,2) |  |
| 9    | Piotr Świderski       | WTS Wrocław           | 8     | (2,3,1,0,2) |  |
| 10   | Dawid Stachyra        | Wybrzeże Gdańsk       | 7     | (3,d,1,2,1) |  |
| 11   | Ronnie Jamroży        | RKM Rybnik            | 5     | (1,2,0,0,2) |  |
| 12   | Maciej Janowski       | WTS Wrocław           | 4     | (0,1,1,2,0) |  |
| 13   | Tomasz Jędrzejak      | Unia Tarnów           | 4     | (1,1,0,1,1) |  |
| 14   | Daniel Jeleniewski    | WTS Wrocław           | 3     | (0,1,1,1,d) |  |
| 15   | Sławomir Drabik       | Włókniarz Częstochowa | 2     | (0,d,2,0,0) |  |
| 16   | Robert Miśkowiak      | PSŻ Poznań            | 1     | (1,0,0,–,–) |  |
|      | rez. Grzegorz Zengota | Falubaz Zielona Góra  | 0     | (0,0)       |  |

Bieg po biegu:
1. Ułamek, Gapiński, Jędrzejak, Janowski
2. Miedziński, Jaguś, Kołodziej, Protasiewicz
3. Stachyra, Baliński, Miśkowiak, Jeleniewski
4. Kasprzak, Świderski, Jamroży, Drabik
5. Ułamek, Protasiewicz, Jeleniewski, Drabik (d4)
6. Kołodziej, Jamroży, Jędrzejak, Miśkowiak
7. Świderski, Gapiński, Jaguś, Stachyra (d4)
8. Baliński, Miedziński, Janowski, Kasprzak
9. Kołodziej, Kasprzak, Stachyra, Ułamek
10. Protasiewicz, Baliński, Świderski, Jędrzejak
11. Miedziński, Gapiński, Jeleniewski, Jamroży
12. Jaguś, Drabik, Janowski, Miśkowiak
13. Baliński, Jaguś, Ułamek, Jamroży
14. Miedziński, Stachyra, Jędrzejak, Drabik
15. Protasiewicz, Kasprzak, Gapiński, Zengota
16. Kołodziej, Janowski, Jeleniewski, Świderski
17. Ułamek, Świderski, Miedziński, Zengota
18. Kasprzak, Jaguś, Jędrzejak, Jeleniewski (d4)
19. Kołodziej, Gapiński, Baliński, Drabik
20. Protasiewicz, Jamroży, Stachyra, Janowski
21. Bieg dodatkowy o 5 miejsce: Kasprzak, Ułamek, Jaguś (w/2min)
22. Bieg dodatkowy o 3 miejsce: Protasiewicz, Baliński